# IronPython
IronPython — одна из основных реализаций языка Python, предназначенная для платформы Microsoft .NET или Mono. Полностью написан на C#, и является транслятором компилирующего типа.
В IronPython можно использовать типы .NET. Также можно из .NET кода использовать IronPython код, посредством хостинга IronPython системы или предварительной сборки IronPython кода.
На сегодняшний день возможность программировать на IronPython есть в IDE Visual Studio, SharpDevelop и других.

## Сравнение IronPython и C # для «Hello World»
C#:
```
using
 
System
;

class
 
Program
 

{
 

    
static
 
void
 
Main
(
string
[]
 
args
)
 

    
{
 

        
Console
.
WriteLine
(
"Hello World"
);

    
}

}

```

IronPython:
```
print
 
"Hello World"

```

## Пример: программа Hello World
Простейший пример использования графического инструмента GTK+ в окружении IronPython:
```
#!/usr/bin/env ipy

#-*- coding: UTF-8 -*-

import
 
clr

clr
.
AddReference
(
'gtk-sharp'
)

import
 
Gtk

def
 
button_clicked
(
button
,
 
args
):

    
print
(
'Привет Мир!'
)

def
 
main
():

    
Gtk
.
Application
.
Init
()

    
window
 
=
 
Gtk
.
Window
(
'Окно Приветствия'
)

    
window
.
SetDefaultSize
(
240
,
 
180
)

    
window
.
DeleteEvent
 
+=
 
lambda
 
w
,
 
a
:
 
Gtk
.
Application
.
Quit
()

    
button
 
=
 
Gtk
.
Button
(
'Нажми Меня'
)

    
button
.
Clicked
 
+=
 
button_clicked

    
button
.
Show
()

    
window
.
Add
(
button
)

    
window
.
Present
()

    
Gtk
.
Application
.
Run
()

if
 
__name__
 
==
 
'__main__'
:

    
main
()

```